# Loparita
La loparita és un mineral de la classe dels òxids que pertany al grup de la perovskita. Rep el seu nom en honor dels pobles indígenes Samis o lapons, Lopar en rus, de la península de Kola i el seu contingut de ceri. Fins al mes d’agost de 2024 s'anomenava loparita-(Ce) amb el modificador Levinson que indicava la terra rara dominant. Aquests canvis es van efectuar després de l'aprovació de l'informe sobre el supergrup de la perovskita en demostrar que les terres rares no són un constituent dominant en cap lloc.

## Característiques
La loparita és un òxid i la seva fórmula química podria escriure's (Na0,5REE0,5)TiO₃, en la qual les terres rares (REE) són cations subordinats al lloc A i només apareixen a la fórmula per als requisits del balanç de càrrega. La seva duresa a l'escala de Mohs és 5,5. És de color negre a gris fosc i pot aparèixer gris a blanc amb la llum reflectida en una capa prima i polida amb reflexos interns marró vermellós.

Estructures cristal·lines de loparita-(Ce)
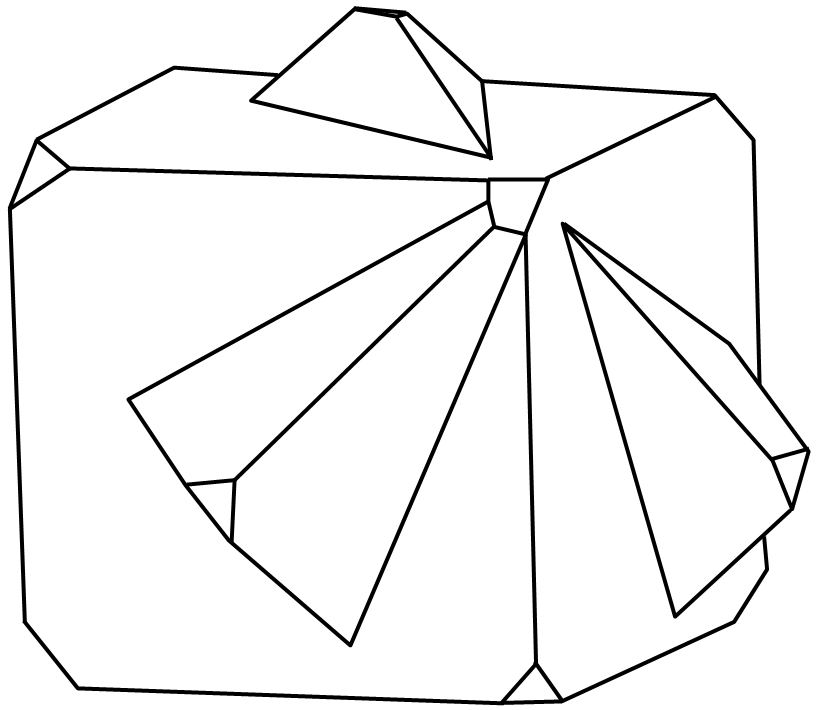
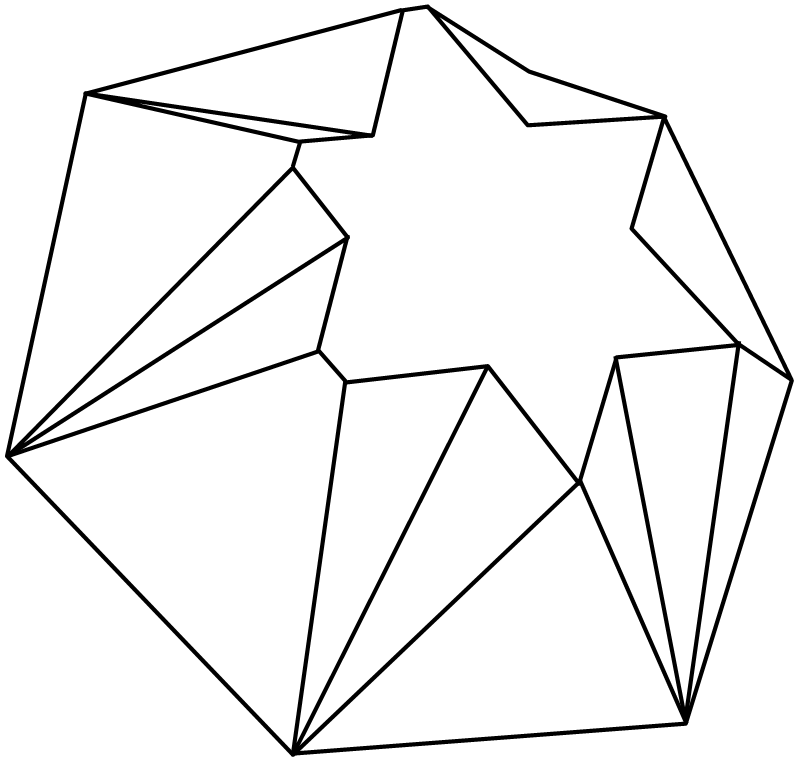
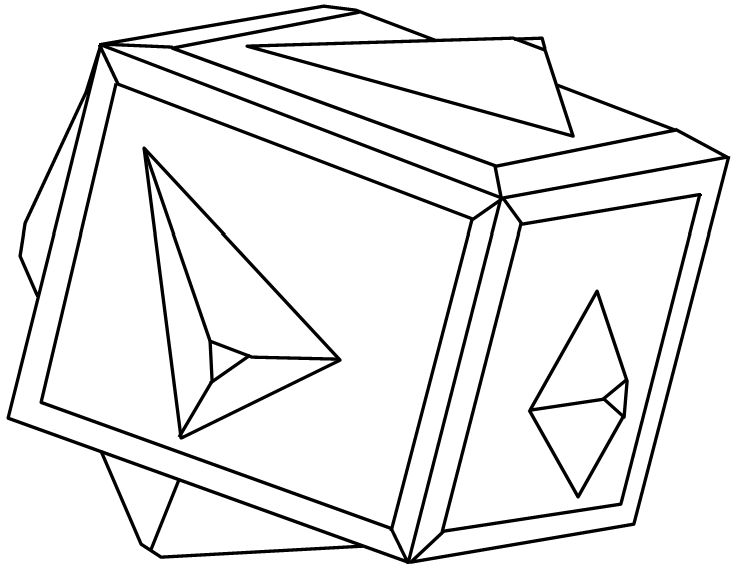

Segons la classificació de Nickel-Strunz pertany a «04.CC: Òxids amb relació Metall:Oxigen = 2:3, 3:5, i similars, amb cations de mida mitjana i gran» juntament amb els següents minerals: cromobismita, freudenbergita, grossita, clormayenita, yafsoanita, latrappita, lueshita, natroniobita, perovskita, barioperovskita, lakargiïta, megawita, macedonita, tausonita, isolueshita, crichtonita, davidita-(Ce), davidita-(La), davidita-(Y), landauïta, lindsleyita, loveringita, mathiasita, senaïta, dessauïta-(Y), cleusonita, gramaccioliïta-(Y), diaoyudaoïta, hawthorneïta, hibonita, lindqvistita, magnetoplumbita, plumboferrita, yimengita, haggertyita, nežilovita, batiferrita, barioferrita, jeppeïta, zenzenita i mengxianminita.

## Formació i jaciments
La loparita apareix en la fase primària en massissos diferenciats de sienita de nefelina i pegmatites alcalines; també apareix reemplaçant perovskita en carbonatites. Va ser descoberta al mont Maly Mannepakhk, al massís de Khibini (Península de Kola, Rússia). També ha estat descrita al Brasil, el Canadà, Cap Verd, Egipte, Eslovàquia, Espanya, els Estats Units, Groenlàndia, Noruega, el Paraguai, Romania, altres indrets de Rússia, la Xina i Zimbàbue.